# Chiesa di San Nicolò da Bari (Gardone Riviera)
La chiesa di San Nicolò da Bari è la parrocchiale di Gardone Riviera, in provincia e diocesi di Brescia; fa parte della zona pastorale del Garda.

## Storia
La parrocchia di Gardone si formò nel Trecento affrancandosi dalla pieve di Salò, nonostante il fatto che ancora nel 1457 il rettore dovesse ritirare gli Olii Santi presso l'antica matrice; in un'iscrizione presente sulla vecchia chiesetta gardonese si legge la data 1391, anno in cui presumibilmente venne edificata.

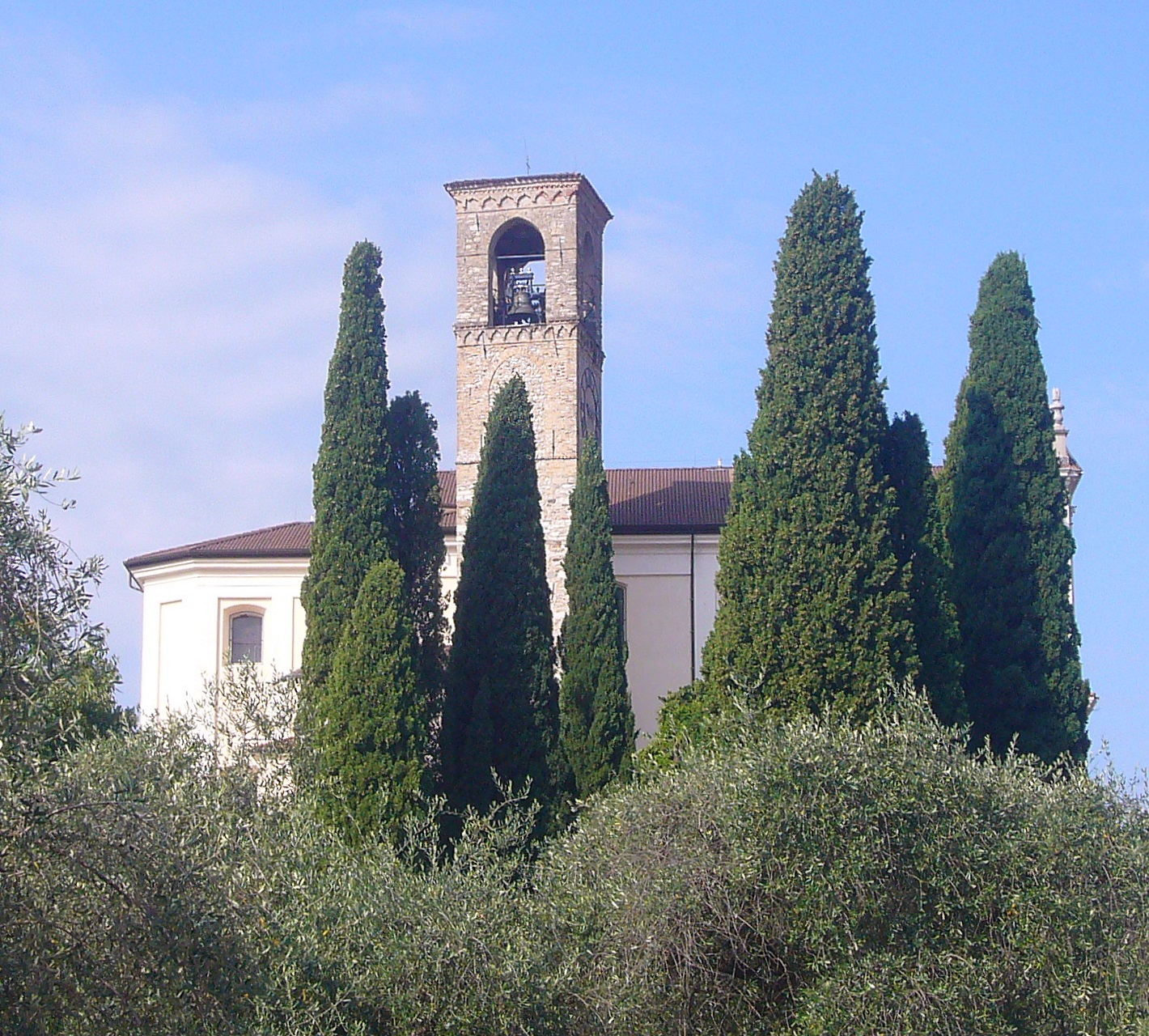
La chiesa vista da Via al Vittoriale

Nella prima metà del XVIII secolo il parroco don Paolo Simoni, di comune accordo con i fedeli, decise di far costruire un nuovo luogo di culto più spazioso. Il progetto venne realizzato nel 1730 da Paolo Soratini e dieci anni dopo l'edificio era ultimato; nel frattempo, il 23 giugno 1735 il cardinale Angelo Maria Querini, vescovo di Brescia, aveva conferito alla chiesa il titolo arcipretale.
Alla fine dell'Ottocento si procedette per volere dell'allora parroco don Bartolomeo Bellicini ad aprire alcune finestre sulla fiancata dell'edificio.
Nel 1968 l'antica chiesetta fu trasformata in cappella feriale e nel 1981 si poté procedere al restauro di alcuni affreschi deteriorati; nel 1986 la parrocchiale venne ritinteggiata e adeguata alle norme postconciliari mediante l'aggiunta dell'altare rivolto verso l'assemblea.
La chiesa subì dei danni in occasione del terremoto di Salò del 2004, per sanare i quali fu interessata tra il 2006 e il 2007 da un intervento di consolidamento; il coro venne poi restaurato tra il 2013 e il 2014.

## Descrizione

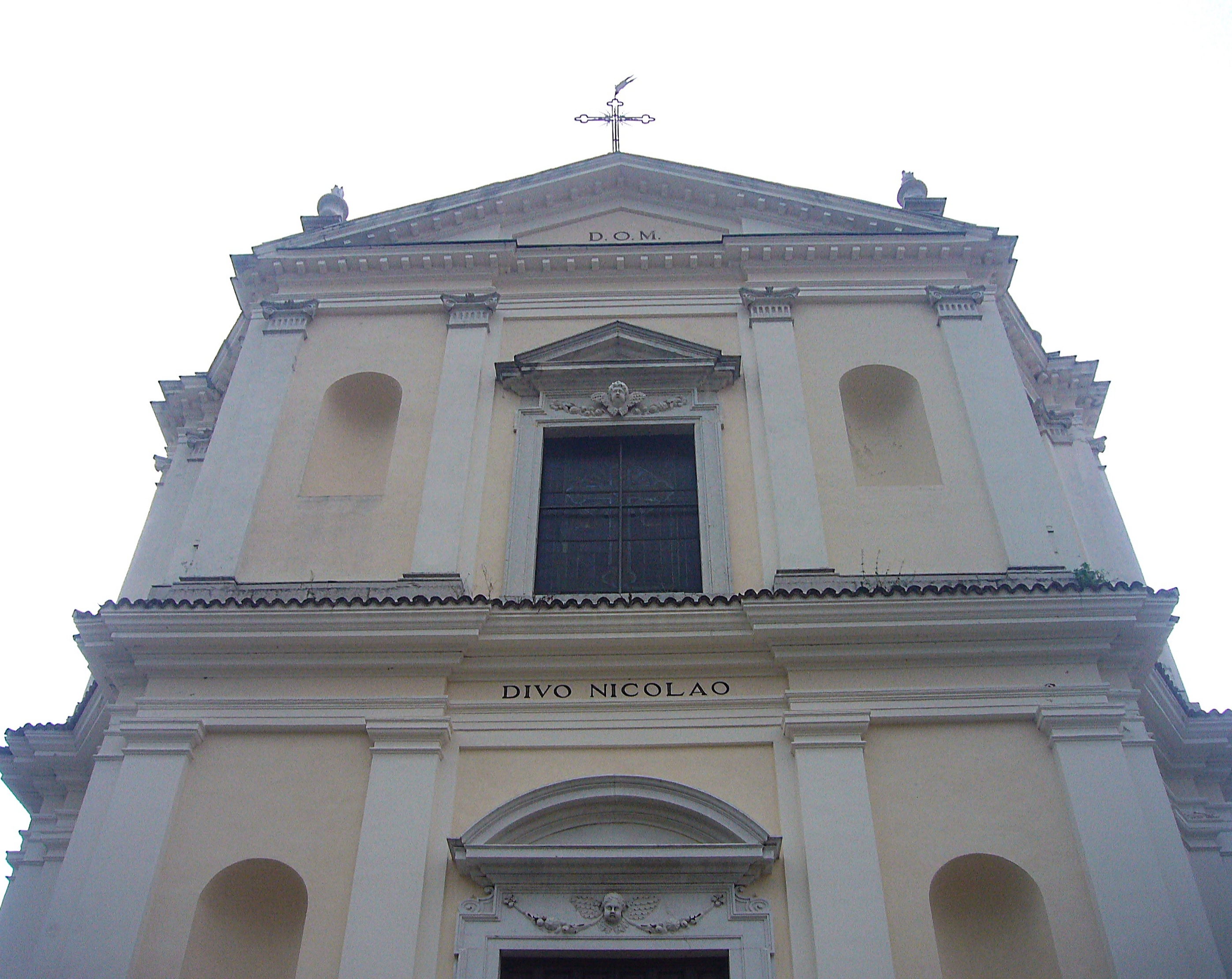
La facciata

### Esterno
La simmetrica facciata a capanna della chiesa, rivolta a nordovest, è suddivisa da una cornice marcapiano modanata in due registri, entrambi tripartiti da quattro lesene: quello inferiore presenta il portale d'ingresso, sormontato dal timpanetto semicircolare, e due nicchie, mentre quello superiore è caratterizzato da una finestra rettangolare e da altre due nicchie e coronato dal frontone dentellato di forma triangolare.
Annesso alla parrocchiale è il campanile in pietra a base quadrata, la cui cella presenta su ogni lato una monofora ed è coperta dal tetto a quattro falde.

### Interno

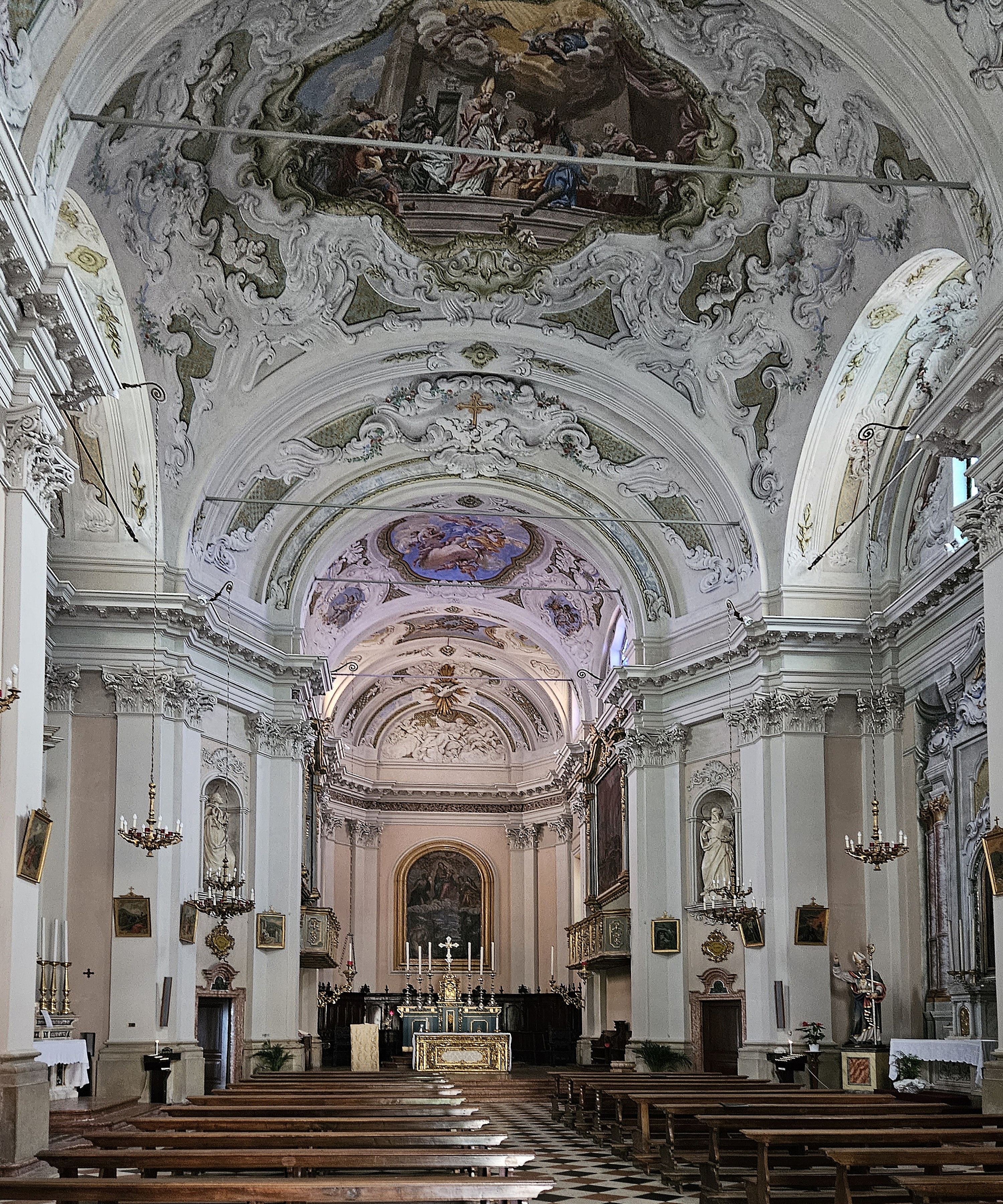
L'interno

L'interno dell'edificio, riccamente decorato, si compone di un'unica navata, sulla quale si affacciano le cappelle laterali introdotte da archi a tutto sesto e le cui pareti sono scandite da lesene d'ordine composito sorreggenti la trabeazione modanata e aggettante, sopra la quale si imposta la volta di copertura; al termine dell'aula si sviluppa il presbiterio, rialzato di alcuni gradini e chiuso dall'abside poligonale a tre lati.
Qui sono conservate diverse opere di pregio, tra le quali la tela della Pentecoste, eseguita da Zenone Veronese e collocata sull'altare dei Santi Feliciano e Zosimo, la pala raffigurante i Santi Nicolò di Bari, Martino, Michele, Giovanni Battista, Faustino e Giovita, attribuita a Palma il Giovane, le stazioni della Via Crucis, realizzate da Augusto Lozzia, i tre medaglioni della volta che rappresentano rispettivamente Maria Vergine Assunta in cielo, San Nicolò e la Lotta tra angeli e demoni, dipinti dall'emiliano Francesco Monti, e una tela firmata da Andrea Celesti.